# Spaceflight (revista)
Spaceflight és la revista mensual de la British Interplanetary Society (BIS). Va ser publicat per primera vegada el 1956, un any abans del llançament de l'Sputnik 1, i des de llavors ha estat informant sobre temes d'exploració espacial.
Spaceflight es publica mensualment amb cada volum de 12 números amb paginació contínua i un índex anual inclòs amb l'edició de desembre.
Àmpliament utilitzat com una revista de referència autoritzada, Spaceflight s'ha reconegut durant molt de temps com una font principal d'informació sobre els programes espacials internacionals i l'exploració espacial comercial
Les característiques regulars, escrites sovint pels implicats directament en una tecnologia o un projecte particular, cobreixen aspectes de la tecnologia espacial i de l'exploració, de l'astronomia, dels satèl·lits, l'espai comercial, de les activitats polítiques i dels programes educatius. La revista també inclou informes detallats de missions espacials.
Spaceflight es pretén que sigui apropiat per a aquells professionals involucrats en el negoci d'espai i per als que tenen un interès general en la matèria.
El 2008 la revista, editada per Clive Simpson, va ser el guanyador del premi Sir Arthur Clarkeen la categoria de Millor informe de l'espai.